# Tempel van Bellona
De Tempel van Bellona (Latijn:Aedes Bellonae) was een tempel ter ere van de godin Bellona in het oude Rome.

## Geschiedenis
De tempel werd in 296 v.Chr. door de consul Appius Claudius Caecus beloofd aan de Bellona, in ruil voor haar steun tijdens een gevecht tegen Etrusken en Samnieten. De tempel werd in een van de daarop volgende jaren gebouwd en op 3 juni ingewijd. Deze dag werd daarop de officiële feestdag ter ere van Bellona.
De tempel werd buiten het pomerium van de stad gebouwd en werd om deze reden gebruikt als vergaderzaal voor de Senaat wanneer deze buiten de heilige stadsgrens moest samenkomen. Dit gebeurde in het geval dat een zegevierende generaal werd ontvangen om te beoordelen of ze recht hadden op een triomftocht (militairen in functie mochten de stad niet betreden), of als een buitenlandse delegatie naar Rome kwam die men niet binnen het pomerium wenste te ontvangen.
De Tempel van Bellona hield altijd een speciale band met de gens Claudia. Zo liet Appius Claudius Pulcher, de consul van 79 v.Chr., alle schilden met portretten van zijn voorvaderen in de tempel plaatsen. De tempel werd waarschijnlijk in de tijd van Augustus herbouwd, met een andere oriëntatie dan het oorspronkelijke heiligdom. In deze jaren werd tegenover de tempel het grote Theater van Marcellus gebouwd, waarvoor een aantal gebouwen in de directe omgeving moest worden verplaatst of zelfs afgebroken.

## De tempel
De tempel werd gebouwd op het Marsveld, in de directe omgeving van het Circus Flaminius waar tussen de 3e en 2e eeuw v.Chr. een groot aantal tempels en andere monumenten werd opgericht door zegevierende generaals. Direct naast de Tempel van Bellona stond de Tempel van Apollo Sosianus.
Het grondplan van de tempel na de reconstructie van Augustus is bekend, doordat het staat afgebeeld op een bewaard gebleven fragment van de Forma Urbis Romae, de grote marmeren stadskaart uit het begin van de 3e eeuw n.Chr. Het was een peripteros tempel met een hexastyl portico (zes zuilen aan de voorzijde), op de lange zijden stonden negen zuilen. De tempel stond op een laag podium.
Tussen 1938 en 1939 werd bij graafwerkzaamheden tegenover het Theater van Marcellus de betonnen kern van het podium teruggevonden. Daarbij werden ook nog enkele marmeren en travertijnen fragmenten van de tempel en een groot Korinthisch kapiteel opgegraven. Al deze fragmenten zijn afkomstig van de herbouwde tempel van Augustus. Er zijn geen restanten bekend van de oorspronkelijke tempel.

## De Columna Bellica
Recht voor de tempel stond de Columna Bellica. Dit was een stenen zuil die voor een oud ritueel werd gebruikt. In vroegere tijden verklaarden de Romeinen hun vijanden de oorlog door een priester naar vijandelijk gebied te laten reizen en daar een speer in de grond te werpen. Met de grote uitbreidingen van het Romeinse Rijk in de 3e en 2e eeuw v.Chr. werd dit gebruik vanwege de af te leggen afstanden onpraktisch. Tijdens de oorlog tegen Pyrrhus van Epirus (280-275 v.Chr.) dwong men een van diens krijgsgevangen soldaten het stuk land voor de Tempel van Bellona te kopen, zodat dit voor altijd tot buitenlands grondgebied kon worden gerekend. Op deze grond werd de Columna Bellica opgericht. In geval van een nieuwe oorlog hoefde de priester nu alleen nog maar een speer over de zuil te gooien, waarmee de rituele oorlogsverklaring een feit was. Dit ritueel bleef zeker tot in de tijd van keizer Marcus Aurelius in gebruik.

## Referentie
- L. Richardson, jr, A New Topographical Dictionary of Ancient Rome, Baltimore - London 1992. pp. 57-58,94. ISBN 0801843006
- A. Claridge, Rome (Oxford Archaeological Guides), London 1998, pp 247. ISBN 019288003-9